# Jules Ferry
Jules Ferry (Saint-Dié-des-Vosges, 5 de Abril de 1832 – Paris, 17 de Março de 1893) foi um advogado, jornalista, diplomata e político francês. Um republicano, maçom, positivista e anticlerical, ele foi o ministro da educação (Ministre de l'Instruction Publique) que tornou a escola francesa laica (ou seja, religiosamente neutra) e (politicamente) republicana. Dissolveu os jesuítas, criou os primeiros liceus e colégios para meninas/garotas. Tornou o ensino primário gratuito na França (lei de 16 de Junho de 1881) e obrigatório (lei de 28 de Março de 1882). Ferry foi um adepto das ideias positivistas de Auguste Comte, que o inspirou nas suas reformas do sistema educativo francês.
Opositor do mais jovem General Boulange, com quem duelou.